# Rośliny trujące (film)
Rośliny trujące – polski film z 1985 roku w reżyserii Roberta Glińskiego. Zdjęcia kręcono w Warszawie.

## Obsada
- Bogusław Linda – Adam
- Tadeusz Bartosik – ojciec Gogi
- Krystyna Borowicz – matka Gogi
- Ewa Błaszczyk – pracownica ogrodu botanicznego
- Zbigniew Buczkowski – kierowca redakcyjnego samochodu
- Mariusz Dmochowski – redaktor naczelny „Kuriera Polskiego”
- Barbara Bursztynowicz – Małgorzata, sekretarka w redakcji „Kuriera Polskiego”
- Ryszard Dembiński – sołtys
- Barbara Dziekan – piosenkarka w lokalu
- Adam Ferency – „Śmiech”
- Katarzyna Figura – Goga „Saganka”
- Tomasz Dedek – Siara
- Ryszarda Hanin – Siarowa
- Jan Jankowski – Stefan, brat Adama
- Elżbieta Kijowska – wdowa
- Agnieszka Sas-Uhrynowska – głuchoniema
- Krzysztof Kowalewski – właściciel mieszkania
- Piotr Machalica – Juliusz, brat Adama, mecenas
- Wojciech Paszkowski – gość na weselu Juliusza